# Єрдіс Тепель
Єрдіс Тепель (швед. Hjördis Töpel, 4 січня 1904 — 17 березня 1987) — шведська плавчиня і стрибунка у воду.
Медалістка Олімпійських Ігор 1924 року, учасниця 1928 року.